# Amasabo
Amasabo (ook geschreven als Anassabo, Annasabo) was kapitein van de Karaïben aan de Corantijn in Suriname in de tweede helft van de 17e eeuw. Hij is bekend door de archiefstukken waarin zijn activiteiten tijdens de Inheemse oorlog in Suriname (1678-1686) zijn beschreven. Amasabo was de eerste kapitein die de coalitie tussen de inheemse volken doorbrak en de zijde van de blanken koos.

Woongebieden van de inheemse volken in Suriname aan het einde van de 17e eeuw

De Corantijnse Karaïben stonden al voor het begin van de inheemse oorlog aarzelend tegenover de plannen van de gezamenlijke inheemse volken om de strijd met de plantagehouders en het gouvernement aan te gaan. Er was een delegatie van Arowakken voor nodig om hen over te halen om mee te doen. Afgesproken werd dat de drie kapiteins aan de Corantijn, onder wie dus Amasabo, meer tijd kregen voor de voorbereidingen en dat zij zich met hun strijders twee maanden na het begin van de oorlog bij de andere inheemse strijdgroepen zouden voegen.
Het bestuur van de kolonie was hiervan op de hoogte dankzij de bekentenis van de half-inheemse handelaar Anthony Barbier. Barbier was gevangengenomen omdat hij spioneerde voor de inheemsen en munitie voor hen kocht. In een poging om de nog altijd aarzelende Corantijnse Karaïben te overtuigen om de wapens niet op te pakken, stuurde gouverneur Johannes Heinsius een afvaardiging naar de Corantijn. Een van de bemiddelaars was de Arowakse kapitein Irikaye. Amasabo reageerde welwillend en was bereid om naar Paramaribo te reizen om te overleggen over de voorwaarden van een bondgenootschap met de blanken. In juli 1679 kwam hij in Paramaribo aan, samen met drie van zijn krijgers.

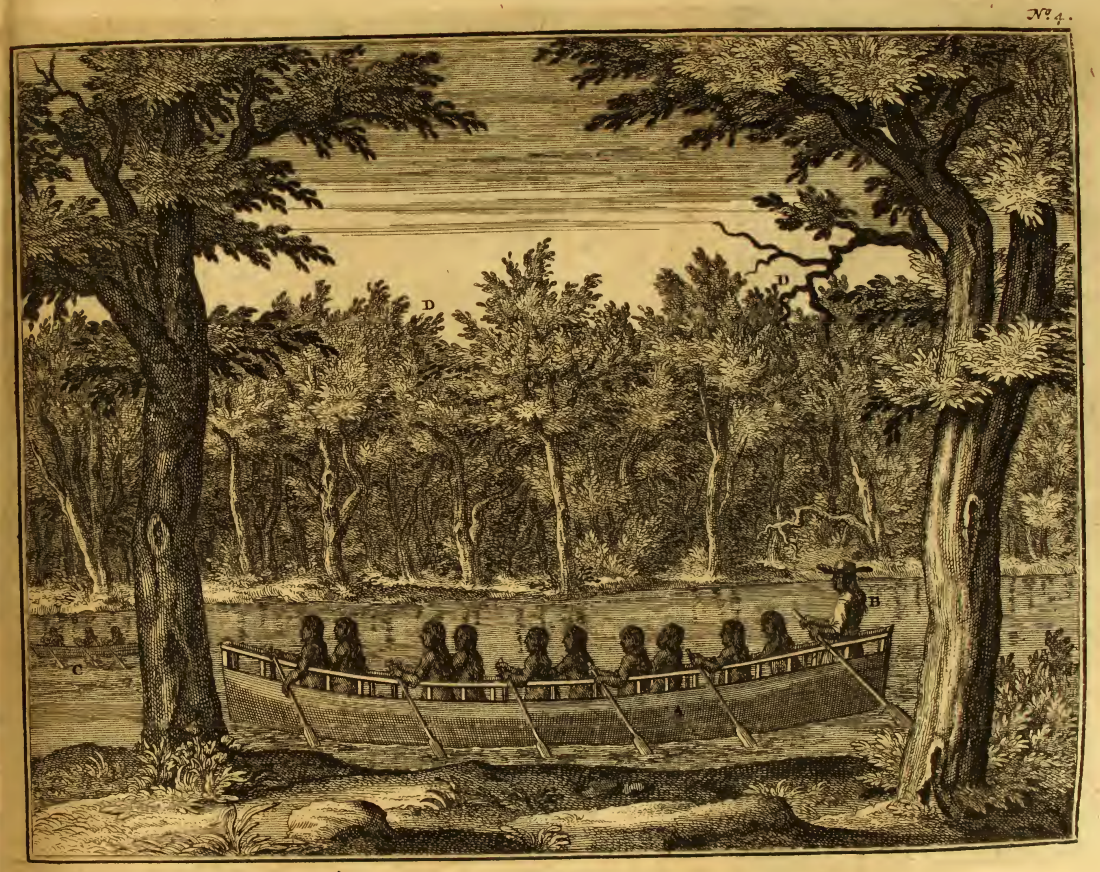
Boomstamkano op een van de grote rivieren van Suriname met tien Karaïben en hun hoofdman. Gravure uit J.D. Herlein, Beschryvinge van de Volk-plantinge Zuriname (1718)

Amasabo overnachtte in het huis van James Turner, een Engelse vriend van de Karaïben. In Paramaribo bevonden zich een aantal Arowakken. Zij dreigden om het huis van Turner in brand te steken en Amasabo dood te slaan. De opzet mislukte en later verdedigde Waray, de kapitein van de Arowakken, de moordpoging door te zeggen dat Amasabo en de Karaïben schelmen waren, die de Blancken quamen bedrigen. Een afleidingsmanoeuvre, want de echte bedoeling van Waray was om de onderhandelingen tussen het gouvernement en de Corantijnse Karaïben te saboteren.
Tonay, een van de leiders van de opstandige Karaïben aan de Saramacca, had lucht gekregen van het contact tussen Amasabo en Heinsius. Terwijl Amasabo nog in Paramaribo verbleef reisde Tonay af naar de Corantijn. Daar wilde hij de Karaïben herinneren aan hun belofte om samen tegen de blanken te vechten en voorkomen dat zij de coalitie zouden verlaten. Heinsius stuurde daarop Amasabo terug naar de Corantijn, vergezeld door vaandrig Pieter de Chuys. Amasabo slaagde erin zijn volk ervan te overtuigen dat ze de zijde van de blanken moesten kiezen.
Amasabo hield zich aan het verbond met het gouvernement en stuurde in maart 1680 twee korjalen met twintig mannen naar Paramaribo om de koloniale troepen te helpen. De mannen hadden een brief bij zich van De Chuys waaruit Heinsius kon opmaken dat het gebied aan de Corantijn voor de Nederlanders behouden bleef. Heinsius liet een garnizoenspost aan de Corantijn bouwen die bemand kon worden door dertig militairen. Door deze permanente militaire versterking kon het gouvernement controle uitoefenen op de Karaïben in het westelijk deel van Suriname.
Over verdere activiteiten van Amasabo is geen informatie overgeleverd.